# O minte sclipitoare
O minte sclipitoare (engleză A Beautiful Mind) este un film american, care a avut premiera în anul 2001. Filmul schițează întâmplări reale din viața matematicianului american deosebit de inteligent John Forbes Nash, care suferea de schizofrenie (lucru care nu l-a împiedicat să câștige premiul Nobel).

## Distribuție
- Russell Crowe – John Forbes Nash Jr.
- Jennifer Connelly – Alicia Nash
- Ed Harris – William Parcher
- Paul Bettany – Charles Herman
- Christopher Plummer – Dr. Rosen
- Josh Lucas – Martin Hansen
- Judd Hirsch – Helinger
- Adam Goldberg – Sol
- Anthony Rapp – Bender
- Jason Gray-Stanford – Ainsley